# Caleb Carr
Caleb Carr (ur. 2 sierpnia 1955 w Nowym Jorku, zm. 23 maja 2024 tamże) – amerykański historyk wojskowości, dziennikarz i pisarz, który zdobył rozgłos powieściami, osadzonymi w realiach wieku pozłacanego.

## Życiorys
Był synem Luciena Carra, jednego z kluczowych członków nowojorskiego kręgu pokolenia Beat Generation lat 40. XX w. oraz długoletniego redaktora agencji UPI. Urodził się w Manhattanie i przez wiele lat mieszkał na Lower East Side. Uczęszczał do Kenyon College a następnie studiował na Uniwersytecie Nowojorskim, uzyskując tytuł bakałarza (Bachelor of Arts) z historii wojskowości oraz historii dyplomacji. Do 2008 był współredaktorem kwartalnika „MHQ • The Quarterly Journal of Military History”. 
Carr był autorem książek niebeletrystycznych, poświęconych m.in. postaciom amerykańskim z historii wojskowości, pisał także powieści. Był również autorem sztuk teatralnych oraz scenariuszy. Na podstawie jego scenariusza nakręcono w 1991 film pt. Bad Attitudes. Carr był również jednym ze współautorów scenariuszy do horrorów Egzorcysta: Początek oraz Dominion: Prequel to the Exorcist.
Mieszkał w miasteczku Berlin (stan Nowy Jork), w posiadłości nazwanej „Mistery Mountain”. W 2005 z ramienia demokratów startował w wyborach do legislatury hrabstwa Rensselaer, lecz spośród czterech kandydatów zebrał najmniej głosów.

## Twórczość
Caleb Carr zyskał rozgłos wydaną w 1994 powieścią Alienista (ang. The Alienist). Jest to osadzona w realiach wieku pozłacanego opowieść kryminalna, w której grupa specjalistów (policjantów, dziennikarzy, naukowców, w tym m.in. Laszlo Kreizler, tytułowy „alienista”, tj. psycholog) próbuje rozwikłać zagadkę zabójstw nieletnich chłopców. Wśród bohaterów pojawia się m.in. Theodore Roosevelt, późniejszy prezydent USA, tutaj przedstawiony jako szef nowojorskiego oddziału policji. Powieść została dobrze przyjęta zarówno przez krytykę, jak i czytelników, czego wyrazem były wyróżnienia – w 1995 Anthony Award za najlepszy debiut powieściowy, a w 1998 Nagroda im. Palle Rosenkrantza.
W 1997 opublikował powieść Anioł ciemności (ang. The Angel of Darkness), stanowiącą kontynuację Alienisty i dorównującą debiutowi pod względem językowym i fabularnym. Późniejsze utwory Carra – w tym powieść The Italian Secretary traktująca o przygodach Sherlocka Holmesa oraz powieść SF Killing Time – już nie wzbudziły wśród czytelników większego zainteresowania. 

### Publikacje
- America Invulnerable: The Quest for Absolute Security from 1812 to Star Wars (1988)
- The Alienist (1994) – powieść, wyd. pol. Alienista, Rebis 2001
- The Devil Soldier (1995) – biografia Fredericka Townsenda Warda
- The Angel of Darkness (1997) – powieść, wyd. pol. Anioł ciemności, Rebis 1999
- Killing Time (2000) – powieść
- The Lessons of Terror: A History of Warfare Against Civilians (2002)
- The Italian Secretary (2005)